# Марини, Марино
Марино Марини (итал. Marino Marini; 27 февраля 1901 года, Пистоя — 6 августа 1980 года, Виареджо, Италия) — итальянский скульптор, художник, гравёр.

## Биография
Изучал живопись и скульптуру в Академия изящных искусств во Флоренции. В начале 1920-х годов занимался живописью, затем посвятил себя скульптуре. В эти годы в работах Марини прослеживается влияние искусства этрусков. С 1929 года работал в Высшем институте искусств в Монце, часто посещал Париж, где сотрудничал с Массимо Кампильи (ит.), Джорджо де Кирико, Альберто Маньелли, Филиппо де Пизисом. В 1936 году переехал в Швейцарию, посетил Цюрих и Базель, познакомился с Альберто Джакометти, Жерменой Ришье, Фрицем Вотруба. В 1936 году получил приз Римской квадриеннале. С 1940 по 1970 годы — профессор в Академии изящных искусств Брера в Милане. С 1946 года постоянно проживал в Милане. С 1948 года также занимался абстрактной живописью.
Во Флоренции, в бывшей церкви Сан-Панкрацио, работает Музей Марини, собравший коллекцию работ известного живописца и скульптора.